# Hear in the Now Frontier
A Hear in the Now Frontier az amerikai Queensrÿche együttes hatodik nagylemeze, mely 1997-ben jelent meg. Az album felvételei Seattle-ben zajlottak, a Pearl Jam gitáros Stone Gossard stúdiójában. A keverést pedig Toby Wright végezte, aki többek között az Alice In Chains-szel is dolgozott.
Ahogy a fenti nevek is mutatják, az albumon még több lett a grunge-os, modern hangvételű hatás. 
Az albumot sem a rajongók, sem a kritikusok nem fogadták túl lelkesen. Anyagi szempontból is visszaesést jelentett: egy 2006-os adat szerint az Amerikai Egyesült Államokban mindössze 330 000 darab fogyott belőle. 
Kislemezként a Sign of the Times és a You című dalokat adták ki. A 2003-as CD-s újrakiadáson szerepel négy bónuszdal, melyből három az 1992-es MTV-beli akusztikus koncertről származik.
A zenekar történetében ez volt az utolsó lemez, melyen Chris DeGarmo gitározott.

## Számlista
1. "Sign of the Times" (DeGarmo) – 3:33
2. "Cuckoo's Nest" (DeGarmo) – 3:59
3. "Get a Life" (DeGarmo/Tate) – 3:39
4. "The Voice Inside" (DeGarmo/Tate) – 3:48
5. "Some People Fly" (DeGarmo) – 5:17
6. "Saved" (DeGarmo/Tate) – 4:09
7. "You" (DeGarmo/Tate) – 3:54
8. "Hero" (DeGarmo) – 5:25
9. "Miles Away" (DeGarmo) – 4:32
10. "Reach" (Tate/Wilton) – 3:30
11. "All I Want" (DeGarmo) – 4:06
12. "Hit the Black" (DeGarmo/Jackson) – 3:36
13. "Anytime / Anywhere" (DeGarmo/Jackson/Tate) – 2:54
14. "sp00L" (DeGarmo/Tate) – 4:53

### 2003-as CD-s verzió bónuszai
Az album 2003. június 10-én került CD-s kiadásra, mely az alábbi bónuszokat tartalmazza:
1. "Chasing Blue Sky"  – 3:41
2. "Silent Lucidity" (Élő - MTV Unplugged, Los Angeles, 1992. április 27.)  – 5:24
3. "The Killing Words" (Élő - MTV Unplugged, Los Angeles, 1992. április 27.)  – 3:52
4. "I Will Remember" (Élő - MTV Unplugged, Los Angeles, 1992. április 27.) – 4:01

## Közreműködők
- Chris DeGarmo – vokál, gitár
- Geoff Tate – ének
- Michael Wilton – gitár
- Eddie Jackson – basszusgitár
- Scott Rockenfield – dob

továbbá
- Steve Nathan - billentyűs hangszerek
- Matt Bayles - Assistant Engineer, Mixing Assistant
- Hugh Syme - Art Direction, Borító
- Toby Wright - Keverés, Recorder
- Dimo Safari - Art Direction, Borító

## Helyezések
- Anglia 46. hely
- USA 19. hely
- Németország 19. hely

## Külső hivatkozások
- Queensrÿche hivatalos honlap